# Rånefjärden
De Rånefjärden is een Zweedse fjord in het noorden van de Botnische Golf. De fjord ontvangt zijn water voornamelijk uit de Råneälven, die hier in stroomt. De fjord heeft de vorm van een baai en is gemiddeld 5 meter diep. Er liggen een aantal eilanden in de fjord, die behoren tot de Råne-archipel. Aan de fjord liggen slechts twee stadjes van betekenis: Råneå en Jämtön. Jämtösund en Avasladan zijn randmeren.
Ågrundet · Alskäret · Avasjögrundet · Fågelreven · Flakaskäret · Fliggen · Furuholmen · Grangrundet · Granholmen · Hällholmen · Kilsgrundet · Köpmanholmen · Långholmen · Laxön · Laxögrundet · Lill-Kilholmen · Lönngrundet · Piltreven · Rödbergsgrunden · Sandviksreven · Skärgrundet · Skärgrundsflagan · Stor-Kilholmen · Stor-Lönngrundet · Troppen · Yttre Sandgrundet